# Reasne, Krasnopillea
Reasne (în ucraineană Рясне) este localitatea de reședință a comunei Reasne din raionul Krasnopillea, regiunea Sumî, Ucraina.

## Demografie
Componența lingvistică a localității Reasne
     Ucraineană (93,7%)
     Rusă (6,06%)
     Alte limbi (0,12%)
Conform recensământului din 2001, majoritatea populației localității Reasne era vorbitoare de ucraineană (93,7%), existând în minoritate și vorbitori de rusă (6,06%).